# Wyspa Ellefa Ringnesa
Wyspa Ellefa Ringnesa (ang. Ellef Ringnes Island, fr. Île Ellef Ringnes) – wyspa na Oceanie Arktycznym, należąca do archipelagu Wysp Królowej Elżbiety, który to wchodzi w skład Archipelagu Arktycznego. Administracyjnie należy do Kanady i jest częścią kanadyjskiego terytorium Nunavut. Jej powierzchnia wynosi 11 295 km², co czyni ją 16. kanadyjską wyspą pod względem powierzchni i 14. w Archipelagu Arktycznym. Wyspa nie posiada stałych mieszkańców. Na zachodnim wybrzeżu wyspy ulokowana jest stacja meteorologiczna. Najwyższe wzniesienie wyspy sięga na wysokość 260 m.
Wyspie nadał nazwę Otto Sverdrup, na cześć producenta piwa z Oslo Ellefa Ringnesa, jednego ze sponsorów jego ekspedycji. Wtedy to Norwegia, od 1902 roku, wysuwała roszczenia terytorialne wobec wyspy aż do 1930, kiedy to zrzekła się ich na rzecz Kanady.
W jej pobliżu znajduje się północny biegun magnetyczny Ziemi.